# 仙台市科学館
仙台市科学館（せんだいしかがくかん）は、宮城県仙台市青葉区にある科学館である。台原森林公園の中に立地する。1952年（昭和27年）に開設された仙台市の科学教育施設「サイエンスルーム」を前身とし、1968年（昭和43年）に仙台市科学館として開館した。
2025年4月1日、命名権の変更に伴い「HOKUSHU仙台市科学館」と愛称が変更された

## 沿革

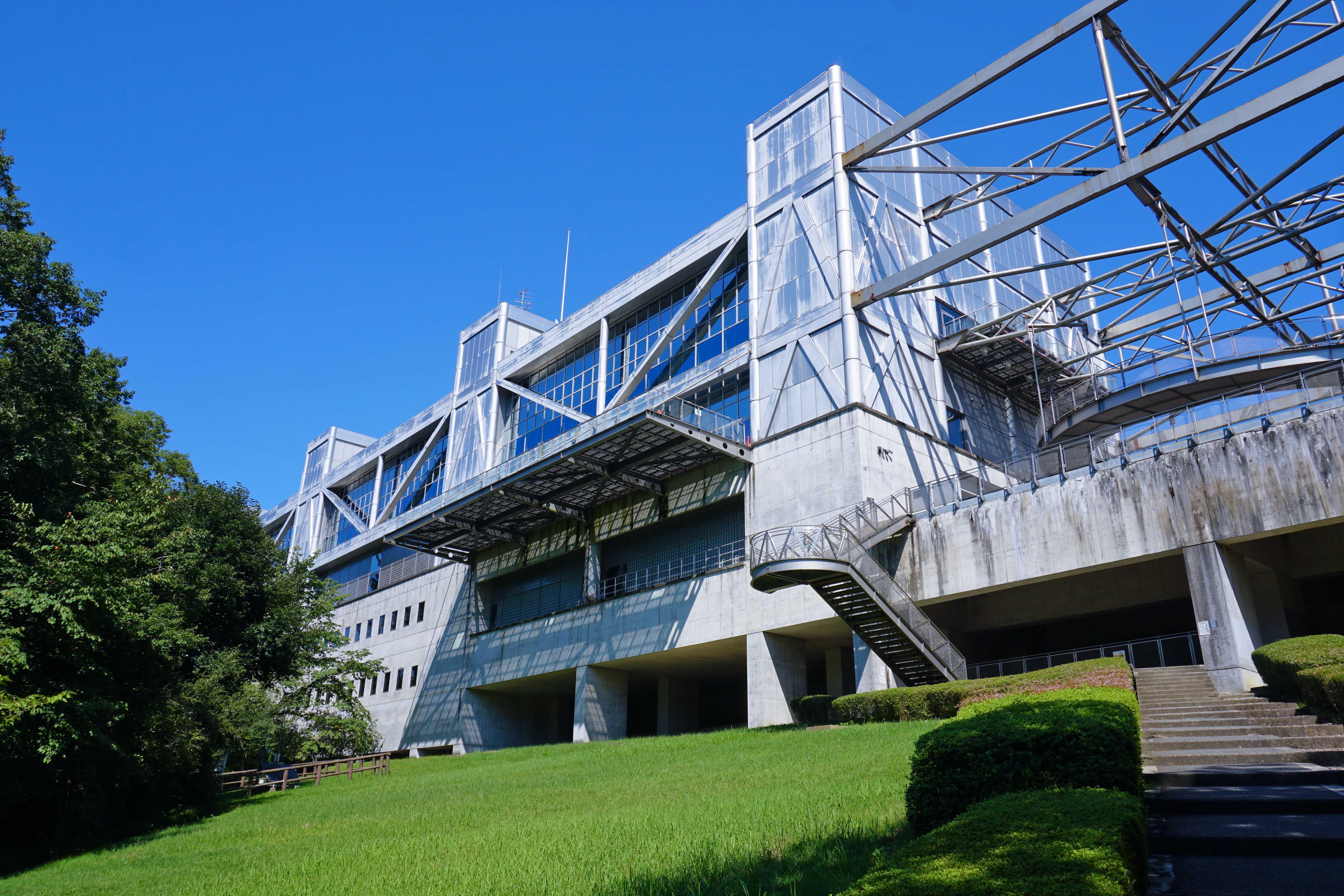
台原森林公園から見上げた仙台市科学館（2022年9月10日）

仙台市科学館は1968年（昭和43年）に開館するが、それ以前に仙台市には科学教育施設として「サイエンスルーム」があった。このサイエンスルームは1952年（昭和27年）に開設されたもので、東三番丁の仙台市レジャーセンターの中に所在した。この施設は14坪の研究室と34坪の実験室を持ち、物理、化学、生物、電気の各種実験に対応できるようになっていた。サイエンスルームは仙台市教育委員会の所管施設だったが、教育委員会のほかに東北大学の教授やサイエンスルームの研究指導員からなる運営委員会がこの施設の運営に当たった。サイエンスルームは、市民への科学教育サービスとして科学講習会や科学講座を実施し、また市内の中学校や高等学校の理科実験室として用いられた。この当時、仙台市内の市立中学校全18校のうち16校は理科室を持っていなかった。このため、サイエンスルームは市立中学校3年生の共同の実験室として扱われ、1クラス単位で利用計画が組まれた。1954年（昭和29年）9月には第1回仙台市児童生徒理科作品展を開催した。
仙台市科学館の設置計画は1966年（昭和41年）に始まる。この年、仙台市長の島野武が科学館構想を発表し、これが同年12月の市議会で承認された。科学館は青葉通りと東二番丁通りの角の長銀ビル地下1階を賃借する形で設置され、1968年（昭和43年）5月に開館した。この科学館は一つの展示室と二つの実験室から成っていた。また、これと前後してサイエンスルームの機能が仙台市科学館に移った。仙台市科学館はサイエンスルーム以来の実験指導を継承し、その他にも映画会や特別展の企画、実施など、多方面で活動を行った。しかしこの科学館には、立地場所が手狭であり、また市街地の中に立地することから屋外観察ができないといった問題があった。このため、次第に新しい科学館の設置が望まれるようになり、1985年（昭和60年）に科学館の移転が決まった。1988年（昭和63年）に新科学館の建設工事が始まり、1990年（平成2年）9月、台原森林公園の中に新しい科学館が開館した。これが現在の仙台市科学館である。
仙台市科学館は1996年（平成8年）4月にインターネット上にウェブサイトを開設した。また、2000年（平成12年）度から2001年（平成13年）度にかけて、展示室のリニューアルを行った。2004年（平成16年）4月には田中耕一のノーベル化学賞受賞を記念する展示物が、2005年（平成17年）1月にはIEEEジュンイチ・ニシザワメダルの創設を記念する展示物が設置された。
現在の仙台市科学館の建物や景観は、いくつかの賞を受けている。まず、開館した1990年（平成2年）に第11回「東北建築賞（作品賞）」を受賞し、1992年（平成4年）に第4回「仙台市都市景観賞（建築・都市緑化部門）」を、1996年（平成8年）に第5回「公共建築賞（優秀賞・公共建築協会会長表彰）」を受賞した。1998年（平成10年）には当時の建設省が企画した「公共建築百選」に選定された。
2013年（平成25年）4月、提案型施設命名権の導入が行われ、住友スリーエムが1年間につき100万円の3年契約という条件でこれを取得し、同年6月15日から施設愛称が「スリーエム仙台市科学館」となった。
2025年4月1日、命名権の変更に伴い「株式会社北州」が取得し「HOKUSHU仙台市科学館」と愛称が変更された 契約期間は2025年4月1日から3年間である
2024年10月から3階 4階がリニューアルのため展示を休止していたが、2025年4月5日にリニューアルオープンとなった

## 施設概要

### 屋内展示
- 生活科学系展示（3階）
- 災害系展示 (3階)
- 理工系展示（4階）
- 自然史系展示（4階）

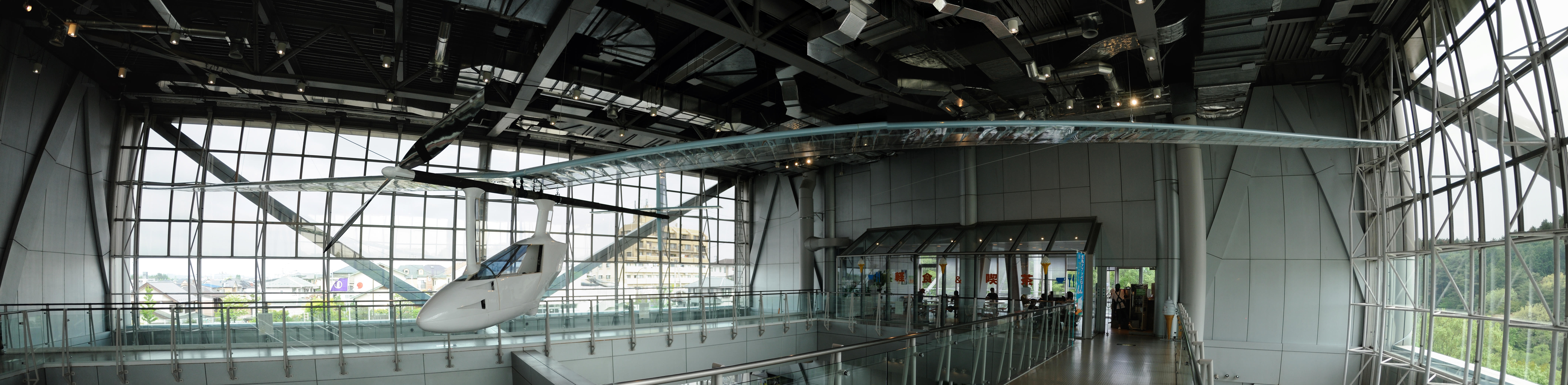
館内3階の様子（2015年5月）。展示物は2011年および2012年の「鳥人間コンテスト選手権大会」において優勝した東北大学Windnautsの機体（復元）。

恐竜の化石やキノコの標本、地震体験装置などが展示されている。
エントランスホールの上部には東北大学Windnautsが2011年と2012年の鳥人間コンテストで使用した機体の復元機が展示されている。

### 野外施設
- 岩石園
- 自然観察園

## 観覧料金
- 一般 - 500円。
- 高校生 - 300円。
- 中学生・小学生 - 200円。
- 30人以上の団体には割引制度あり
- どこでもパスポートなど 小中学生-無料[16]

## 周辺
- 台原森林公園
- 仙台市青年文化センター
- 旭丘小学校

## アクセス
- 仙台市地下鉄南北線・旭ヶ丘駅 東1出口より徒歩5分。